# Czartoryski-Palast (Puławy)

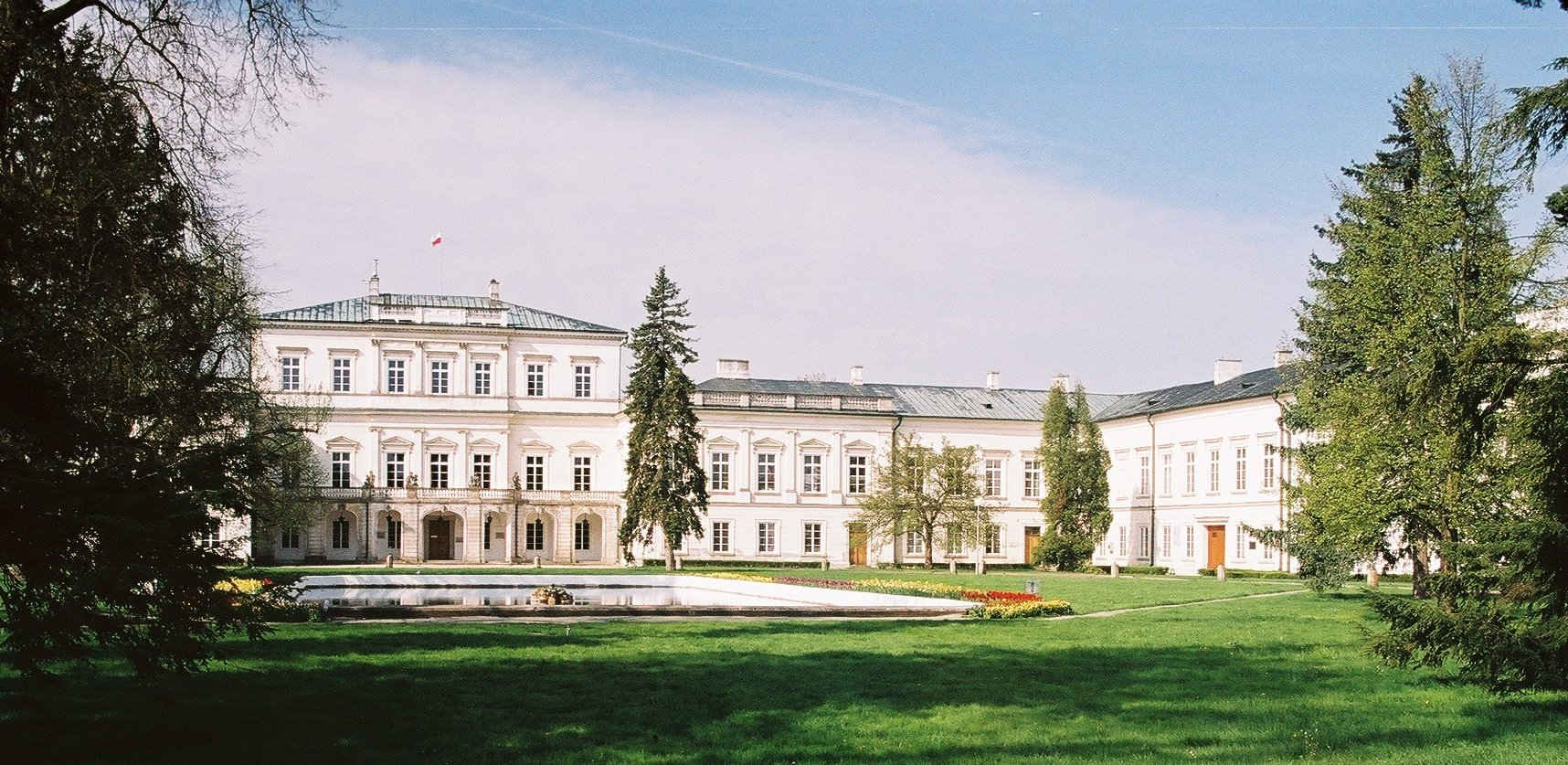
Czartoryski-Palast, Ansicht von der Frontseite

Der Czartoryski-Palast (polnisch Pałac Czartoryskich) ist ein Barockschloss in Puławy aus dem 17. Jahrhundert.

## Geschichte
Das Schloss wurde 1671 bis 1679 von Tylman van Gameren für Stanisław Herakliusz Lubomirski errichtet. Der Palast wurde im Großen Nordischen Krieg von schwedischen Truppen zerstört und ab 1722 von Johann Sigmund Deybel von Hammerau für Elżbieta Helena Sieniawska im Rokokostil wieder aufgebaut. Der Palast ging sodann auf August Aleksander Czartoryski über. Seine Blütezeit erlebte der Palast unter Izabela Czartoryska und Adam Kazimierz Czartoryski gegen Ende des 18. Jahrhunderts. Beide ließen auch den englischen Garten am Schloss errichten, in dem sie ihre Privatsammlung der Öffentlichkeit als erstes öffentliches Museum in Polen zur Verfügung stellten. 1794 wurde der Palast von russischen Truppen geplündert und ab 1796 erneut restauriert. 1830 wurde Adam Jerzy Czartoryski aufgrund seiner Beteiligung am Novemberaufstand vom Zaren enteignet, und der Palast verfiel bis 1842.
Seit 1842 wird der Palast von wechselnden öffentlichen Einrichtungen genutzt. Der erhaltene Teil der Sammlung der Czartoryski wird derzeit im Krakauer Czartoryski-Museum ausgestellt, unter anderem die Dame mit dem Hermelin von Leonardo da Vinci.

## Nachweise
- Turski S., Lubelszczyzna. Przewodnik, M. Wyszkowski, M. Kucharczyk, Lublin: Wydawnictwo BESPOL, 2006, S. 95–96, ISBN 83-923060-0-7, OCLC 749732862.

Koordinaten: 51° 24′ 44″ N, 21° 57′ 32″ O